# تاکاماسا واتانابه
تاکاماسا واتانابه (انگلیسی: Takamasa Watanabe؛ زادهٔ ۱۲ مهٔ ۱۹۷۷) بازیکن فوتبال اهل ژاپن است.
از باشگاه‌هایی که در آن بازی کرده‌است می‌توان به باشگاه فوتبال اوراوا رد دیاموندز اشاره کرد.